# Another Gay Movie
Another Gay Movie is een Amerikaanse speelfilm uit 2006 geregisseerd door Todd Stephens. De film is een herverfilming van de film American Pie (1999) maar dan met personages die allemaal homoseksueel zijn.

## Verhaal
Vier homovrienden maken een pact om hun maagdelijkheid te verliezen voordat ze van school gaan.

## Rolverdeling
- Michael Carbonaro - Andy Wilson
- Jonathan Chase - Jarod
- Jonah Blechman - Nico
- Mitch Morris - Griff
- Scott Thompson - Mr. Wilson
- Graham Norton - Mr. Puckov
- Ashlie Atkinson - Muffler
- Stephanie McVay - Bonnie
- John Epperson - Mrs. Wilson
- Megan Saraceni - Mini-Muff
- Darryl Stephens - Angel
- Matthew Rush - Ryder